# Olaf Lies
Olaf Lies (ur. 8 maja 1967 w Wilhelmshaven) – niemiecki polityk, samorządowiec i wykładowca, działacz Socjaldemokratycznej Partii Niemiec (SPD), członek Bundesratu, w latach 2013–2025 minister w rządach Dolnej Saksonii, od 2025 premier Dolnej Saksonii.

## Życiorys
Po ukończeniu szkoły średniej zawodowej w 1987 rozpoczął studia z zakresu elektrotechniki. Uzyskał dyplom inżyniera. Od 1992 pracował jako inżynier w instytucie technicznym w rodzinnej miejscowości, a od 1994 był pracownikiem naukowym i wykładowcą w wyższej szkole zawodowej.
W 2002 wstąpił do Socjaldemokratycznej Partii Niemiec. W 2005 zasiadł w zarządzie okręgowym partii, a w 2006 wszedł w skład rady powiatu Friesland. W 2008 został wybrany do landtagu Dolnej Saksonii, z powodzeniem ubiegał się o reelekcję w kolejnych wyborach. W latach 2010–2013 pełnił funkcję wiceprzewodniczącego frakcji SPD w parlamencie krajowym. W 2010 wybrany na nowego przewodniczącego SPD w landzie. Nie uzyskał partyjnej nominacji do kolejnych wyborów krajowych, przegrywając ze Stephanem Weilem, który w 2012 zastąpił go na funkcji przewodniczącego SPD w Dolnej Saksonii. Olaf Lies objął funkcję wiceprzewodniczącego swojej formacji w landzie.
W latach 2013–2017 i 2022–2025 pełnił funkcję zastępcy członka Bundesratu. Między tymi okresami był pełnoprawnym członkiem tej izby, ponownie został nim w 2025. Był członkiem rządów Dolnej Saksonii, którymi kierował Stephan Weil. W 2013 objął stanowisko ministra gospodarki, pracy i transportu w rządzie. Funkcję tę pełnił do 2017, kiedy to został ministrem środowiska, energii, budownictwa i ochrony klimatu. W 2022 stanął na czele krajowego resortu gospodarki, budownictwa, transportu i cyfryzacji. W maju 2025 zastąpił Stephana Weila na stanowisku premiera Dolnej Saksonii. W tym samym miesiącu ponownie został przewodniczącym dolnosaksońskich struktur SPD.
Jest żonaty, ma dwoje dzieci.